# Jean-Louis-Antoine-Joseph Coudert
Jean-Louis-Antoine-Joseph Coudert OMI (* 9. August 1895 in Menat, Frankreich; † 14. November 1965) war ein französischer Ordensgeistlicher und römisch-katholischer Apostolischer Vikar von Whitehorse.

## Leben
Jean-Louis-Antoine-Joseph Coudert trat der Ordensgemeinschaft der Oblaten der Unbefleckten Jungfrau Maria bei und empfing am 2. November 1919 das Sakrament der Priesterweihe. 
Am 27. Januar 1936 ernannte ihn Papst Pius XI. zum Titularbischof von Rhodiapolis und zum Koadjutorvikar von Yukon-Prince Rupert. Der Erzbischof von Québec, Jean-Marie-Rodrigue Kardinal Villeneuve OMI, spendete ihm am 7. Juni desselben Jahres die Bischofsweihe; Mitkonsekratoren waren der Apostolische Vikar von Mackenzie, Gabriel Breynat OMI, und der Apostolische Vikar von Yukon-Prince Rupert, Émile-Marie Bunoz OMI.
Jean-Louis-Antoine-Joseph Coudert wurde am 15. Januar 1944 in Nachfolge des zum Bischof von Prince George ernannten Émile-Marie Bunoz OMI Apostolischer Vikar von Whitehorse. Coudert nahm an allen vier Sitzungsperioden des Zweiten Vatikanischen Konzils teil.